# Fligny
Fligny är en kommun i departementet Ardennes i regionen Grand Est (tidigare regionen Champagne-Ardenne) i nordöstra Frankrike. Kommunen ligger  i kantonen Signy-le-Petit som ligger i arrondissementet Charleville-Mézières. År 2022 hade Fligny 155 invånare.

## Befolkningsutveckling
Antalet invånare i kommunen Fligny
Referens: INSEE